# Scandinavian Training Center
Scandinavian Training Center (STC) är en av Sveriges största gymkedjor, grundad 1998 i Kungälv. Företaget bedriver gym‑, konditions‑ och gruppträning i hela landet och sysselsätter över 1 600 personer på cirka 250 anläggningar.

## Verksamhet
STC har ett utbud inom fitness, inklusive styrketräning, kondition, personlig träning, gruppträning, virtuell träning och online-lösningar. De har certifierade instruktörer och personliga tränare för flera ledande gruppträningsprogram.

## Historia
STC grundades 1998 när man öppnade sitt första gym i Kungälv, strax utanför Göteborg. Under 2018 blev Novax Gym Holding (en del av Axel Johnson‑koncernen) majoritetsägare i STC.
STC har aktivt växt genom både nyetableringar och förvärv – exempelvis av Sportsgym-kedjan med cirka 20 anläggningar i regionerna Östersund och Sundsvall. Företaget har också etablerat en ledarskaps- och utbildningskultur internt, bland annat genom Les Mills‑samarbete och egna tränings- och chefsutbildningar.